# Celtic Woman: A Celtic Family Christmas
A Celtic Family Christmas es un álbum de estudio en conjunto por Celtic Woman y The High Kings, publicado el 14 de octubre de 2008.
Las vocalistas en A Celtic Family Christmas son Chloë Agnew, Órla Fallon, Lisa Kelly, Méav Ní Mhaolchatha y la violinista Máiréad Nesbitt. Todas los temas son nuevas producciones musicales, y este álbum es el segundo con temática navideña. En la versión de Carol Of The Bells las vocalistas principales del grupo al contrario que su primera versión publicada en su segundo disco A Christmas Celebration de 2006 en la cual este tema era interpretado solo por Nesbitt. El lanzamiento en DVD del concierto A Christmas Celebration posee las únicas grabaciones de los temas expuestos en A Celtic Family Christmas a excepción de las canciones de The High Kings.
La carátula del álbum es la misma utilizada tres años después en el disco de Celtic Woman A Celtic Christmas de 2011.

## Lista de temas
| A Celtic Family Christmas |                                 |                                               |          |  |
| N.º                       | Título                          | Intérprete(s)                                 | Duración |  |
| 1.                        | «Carol Of The Bells»            | Agnew, Fallon, Kelly, Nesbitt, Ní Mhaolchatha | 3:36     |  |
| 2.                        | «The First Noël»                | Agnew, Fallon, Kelly, Ní Mhaolchatha          | 3:55     |  |
| 3.                        | «In The Bleak Midwinter»        | Máiréad Nesbitt                               | 2:43     |  |
| 4.                        | «Jesu Joy Of Man's Desiring»    | Agnew, Fallon, Nesbitt, Ní Mhaolchatha        | 4:13     |  |
| 5.                        | «Driving Home For Christmas»    | The High Kings                                | 3:31     |  |
| 6.                        | «Santa Claus Is Coming To Town» | The High Kings                                | 3:35     |  |
| 21:33                     |                                 |                                               |          |  |